# Martin Gropius
Martin Carl Philipp Gropius (Berlin, 1824. augusztus 11. – Berlin, 1880. december 13.) német építész, Karl Wilhelm Gropius unokaöccse.

## Pályafutása
Ifjú korában Schinkel és Bötticher voltak mesterei, később tanulmányutat tett Franciaországban, Angliában, Németországban és Görögországban és 1865-től Schmieden építésszel együtt több magánházat épített, melyeket nem annyira a feltalálás gazdagsága, mint inkább az elrendezés szépsége és világossága jellemeznek. 1869-től igazgatója volt a műiskolának. Nevezetes alkotásai közül megemlítendőek: a városi kórház a berlini Frigyes-ligetben, a kieli egyetem, a birodalmi bank háza Erfurtban, az iparművészeti múzeum Berlinben stb.